# Parapilumnus cristimanus
Parapilumnus cristimanus is een krabbensoort uit de familie van de Acidopsidae. De wetenschappelijke naam van de soort werd on 1873 voor het eerst geldig gepubliceerd door Alphonse Milne-Edwards.